# 完全不連結空間
位相空間論やそれに関わる分野において、完全不連結空間（かんぜんふれんけつくうかん、totally disconnected space）は非自明な連結部分集合を持たないという意味で最も不連結な位相空間である。すべての位相空間において空集合と1点集合は連結である。完全不連結空間においてはこれらしか連結部分集合がない。
完全不連結空間の重要な例の1つはカントール集合である。別の例は p-進数体 Qp で、代数的整数論において重要な役割を果たす。

## 定義
位相空間 X は、X の連結成分が一点集合であるときに、完全不連結 (totally disconnected) であるという。

## 例
以下は完全不連結空間の例である。
- 離散空間
- 有理数全体
- 無理数全体
- p 進数全体や p 進整数全体、より一般に、射有限群
- カントール集合
- ベール空間
- ゾルゲンフライ直線（英語版）
- 0次元 T1 空間
- extremally disconnected（英語版） なハウスドルフ空間
- ストーン空間
- Knaster–Kuratowski fan（英語版） は連結空間であるが、一点を取り除くと完全不連結空間になる
- エルデシュ空間（英語版） {\displaystyle \ell ^{p}(\mathbb {Z} )\cap \mathbb {Q} ^{\omega }} は次元 0 でない完全不連結空間である

## 性質
- 完全不連結空間の部分空間、積、余積は完全不連結である。
- 完全不連結空間は、一元集合が閉であるので、T1 空間である。
- 完全不連結空間の連続像は完全不連結であるとは限らない。実際、すべてのコンパクト距離空間はカントール集合の連続像である。
- 局所コンパクトハウスドルフ空間が 0 次元 であることと完全不連結であることは同値である。
- すべての完全不連結コンパクト距離空間は、離散空間の可算個の積の部分集合に同相である。
- すべての開集合が閉集合でもあるということは一般には正しくない。
- すべての開集合の閉包が開であるということは一般には正しくない、つまり、すべての完全不連結ハウスドルフ空間が extremally disconnected であるわけではない。

## 不連結空間を構成
X を任意の位相空間とする。関係 ～ を x ～ y ⇔ y ∈ conn (x) によって定める。（conn (x) は x を含む最大の連結部分集合を表す。）これは明らかに同値関係である。X / ～ に商位相、すなわち、写像 {\displaystyle m\colon x\mapsto \mathrm {conn} (x)} が連続になる最も細かい位相を与える。少し考えれば X / ～ が完全不連結であることが分かる。さらに次の普遍性が成り立つ。{\displaystyle f\colon X\to Y} が完全不連結空間への連続写像であれば、一意的な連続写像 {\displaystyle {\breve {f}}\colon (X/\sim )\rightarrow Y} によって {\displaystyle f={\breve {f}}\circ m} と分解する。